# Гліна-Дужа
Гліна-Дужа (пол. Glina Duża) — село в Польщі, у гміні Келчиглув Паєнчанського повіту Лодзинського воєводства.
Населення — 155 осіб (2011).
У 1975-1998 роках село належало до Серадзького воєводства.

## Демографія
Демографічна структура станом на 31 березня 2011 року:
|          | Загалом | Допрацездатний вік | Працездатний вік | Постпрацездатний вік |
| -------- | ------- | ------------------ | ---------------- | -------------------- |
| Чоловіки | 79      | 13                 | 54               | 12                   |
| Жінки    | 76      | 12                 | 37               | 27                   |
| Разом    | 155     | 25                 | 91               | 39                   |